# Ceratocanthopsis fulgida
Ceratocanthopsis fulgida är en skalbaggsart som beskrevs av Martinez 1967. Ceratocanthopsis fulgida ingår i släktet Ceratocanthopsis och familjen Hybosoridae. Inga underarter finns listade i Catalogue of Life.